# عبد السلام السكيرج
عبد السلام بن أحمد السكيرج الأنصاري التطواني، فقيه، مؤرخ، وعدول، وُلد بمدينة تطوان حوالي عام 1732 م. يُعتبر أحد أعلام تطوان البارزين في القرن 18، وقد اشتهر بكونه مؤرخاً وفقيهًا مالكيًا وعالماً مشاركاً في مختلف العلوم.

## حياته وتعليمه
وُلد عبد السلام السكيرج في مدينة تطوان، حيث نشأ ودرس القرآن وبعض العلوم على أيدي شيوخ مدينته. لاحقاً، انتقل إلى فاس، حيث تلقى تعليمه في جامع القرويين، ودرس هناك مختلف العلوم الشرعية والأدبية. بعد إتمام دراسته، عاد إلى تطوان حيث استقر ومارس مهنة العدالة، كما انشغل بالتدريس والتوقيت في بعض الفترات.

## أعماله
كان عبد السلام السكيرج يتمتع بخط جميل، وقد أُثبتت مهارته من خلال العديد من الوثائق العدلية الدقيقة التي حررها. من أبرز مؤلفاته:
- كتاب زهة الإخوان وسلوة الأحزان في الأخبار الواردة في بناء تطوان ومن حكم فيها أو تقرر من الأعيان، الذي يُعد مرجعاً هاماً في تاريخ تطوان وتكلف بتحقيقه وشرحه الباحث يوسف احنانة.
- منظومة في لعب الكارطة يذكر فيها أسماء أوراقها وطريقة لعبها، وقد ذيلها بشرح، وتعتبر المنظومة وشرحها في حكم المفقود.

## قيل عنه
- وصفه المؤرخ سيدي أحمد الرهوني في كتابه عمدة الراوين في تاريخ تطاوين قائلاً:"هو الفقيه البركة، المشارك، مؤرخ تطوان، وصاحب الشهرة، أبو محمد سيدي عبد السلام بن أحمد السكيرج، الأنصاري، التطواني.[3]"

- أشار الرهوني إلى أن السكيرج كان شخصية متميزة في العلم والأدب، وتناول في ترجمته له بعض المواقف البارزة من حياته.[3]

- تحدث المؤرخ محمد داود عن السكيرج فقال:"مؤلفه هو الفقيه العدل أبو محمد عبد السلام بن أحمد السكيرج التطواني. ولد في أواسط القرن الثاني عشر بمدينة تطوان، وبها نشأ وقرأ القرآن وبعض العلوم على شيوخها، ثم انتقل وقرأ بها مختلف العلوم أيضاً على شيوخ القرويين، ثم رجع إلى بلده تطوان، حيث قضى عمره الطويل بحرفة العدالة وربما اشتغل بعض الأوقات بالتدريس وبالتوقيت. وكان له خط جميل وقفت عليه في كثير من الوثائق العدلية المتقنة المحررة.[4]"